# Aquidauana
Aquidauana é um município brasileiro do estado de Mato Grosso do Sul localizada na Mesorregião dos Pantanais Sul-Mato-Grossenses e a Microrregião de Aquidauana. Situada na Serra de Maracaju a 139 km de capital de Mato Grosso do Sul, e 203 km de Bonito, a cidade de Aquidauana compreende a área norte do Estado, desde o Morrinho do Pimentel, na divisa com Corumbá e Rio Verde até Anastácio, ao sul. Segundo o censo de 2022, possuía 46 803 habitantes.
É conhecida por Cidade Natureza, devido a variedade de flora e fauna. Possuindo muitas atrações, a cidade encanta com seus cenários únicos. Proporciona excelente vista da planície a partir da serra de Piraputanga e Maracaju. A cidade possui vários rios para pesca entre os mais piscosos do país e diversos pontos para safáris fotográficos e passeios ecológicos. No entanto o rio que dá nome a cidade é o principal deles. Caminhadas, passeios a cavalo ou de barco oferecem fantástico lazer aos visitantes, além de momentos de beleza e emoção ao entrarem em contato com uma das maiores concentrações de aves e animais do planeta. Algumas pousadas e fazendas já dispões de opções de passeios ecológicos e safáris fotográficos. Sua concorrente direta, futuramente, talvez venha a ser a do turismo ecológico, já que o Pantanal possui todas as condições favoráveis a essa exploração.
Sob a proteção de Nossa Senhora da Conceição, o município, que na época da fundação tinha cerca de quarenta pessoas, hoje beira os cinquenta mil habitantes, sendo o 7ª maior centro urbano do estado. Conecta-se ainda com o município de Anastácio através da Ponte da Amizade que cruza o Rio Aquidauana. Juntas, as duas cidades somam mais de 70 mil habitantes. Seu nome no idioma Guaicuru significa "Rio Estreito". A cidade tem grande importância para o Pantanal (disputa com Cáceres (Mato Grosso) a segunda colocação em importância na região, pois a primeira é Corumbá, que é considerada a Capital do Pantanal), pois serve de acesso terrestre a região. Por ser o início do pantanal, possui variada biodiversidade.

## Etimologia

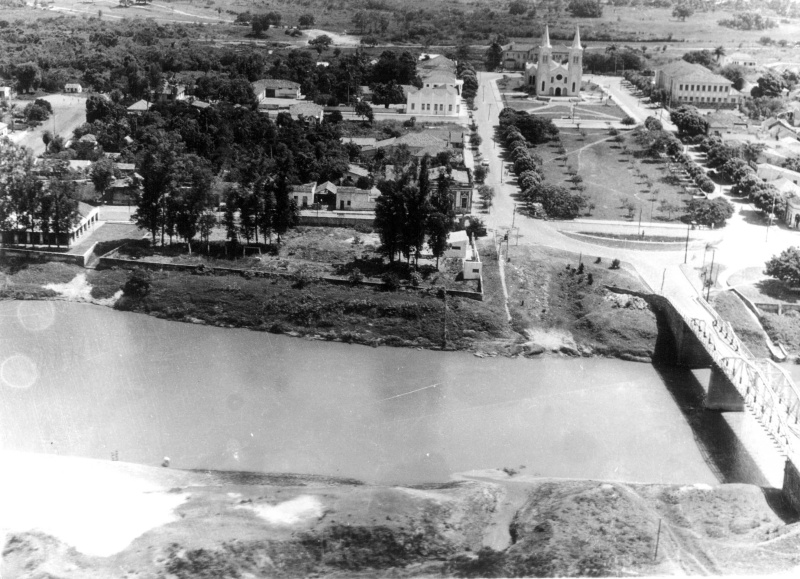
Igreja Matriz de Aquidauana em 1938

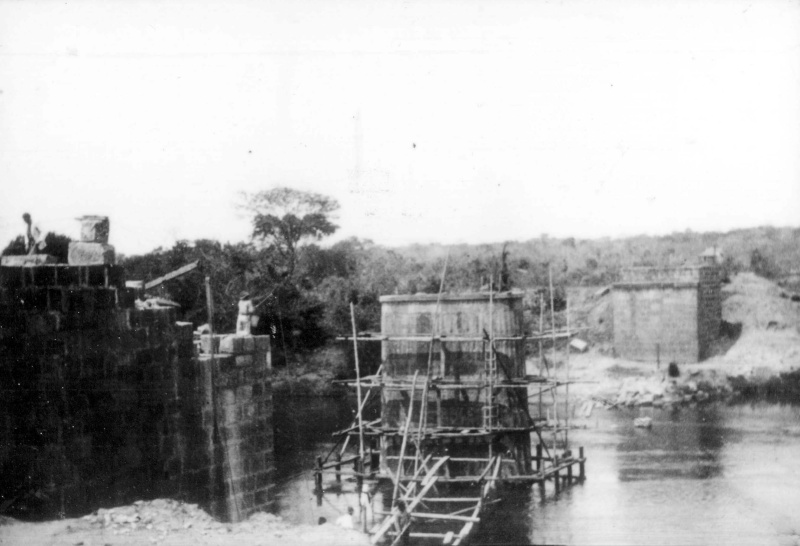
Construção da Ponte da Amizade (Mato Grosso do Sul) em 1914

O nome Aquidauana é de origem indígena (idioma Guaicuru) e significa "Rio Estreito". Seu nome veio do rio homônimo

## História
Aquidauana surgiu a 12 km de Santiago de Xeres, importante porto fluvial para o desenvolvimento da região e 180 km a norte do encontro dos rios Aquidauana e Miranda. Seus primeiros povoadores foram os soldados imperiais que participaram da Guerra do Paraguai e que acabaram se estabelecendo na região depois do fim do conflito, ocupando as terras existentes entre os rios Negro e Aquidauana. Em 15 de agosto de 1892, às margens do rio Moboteteu (atualmente rio Aquidauana), Aquidauana foi implantada por um grupo formado pelo major Teodoro Rondon e pelos coronéis João d'Almeida Castro, Augusto Mascarenhas, Estevão Alves Corrêa, Manuel Antônio Paes de Barros e fazendeiros/moradores da Vila de Miranda. Tornou-se distrito pela lei nº 467, de 18 de dezembro de 1906 e o município foi criado pela lei nº 772, de 16 de julho de 1918, sendo desmembrado de Miranda.
Com a chegada dos trilhos da ferrovia NOB (ou Trem do Pantanal), Aquidauana se desenvolve rapidamente. Com isso foi por alguns anos a cidade mais desenvolvida do sul do antigo Mato Grosso. Com isso tornou-se uma cidade mais aberta e receptiva e com um grande mercado de trabalho para as pessoas que vinham de outras regiões e se estabeleciam ali. Apesar do grande desenvolvimento, em 1917 as oficinas foram transferidas para Três Lagoas, o que fez a cidade declinar como grande entreposto ferroviário. Aquidauana foi o primeiro município do antigo Mato Grosso a possuir energia elétrica, inaugurado em maio de 1928, além do primeiro cinema com tela panorâmica. Em 1948 tornou-se cidade e em 1977 o município passa a fazer parte do atual estado de Mato Grosso do Sul.

## Geografia

### Localização
O município de Aquidauana está situado no sul da região Centro-Oeste do Brasil, no Pantanal Sul-Mato-Grossense (Microrregião de Aquidauana). Localiza-se na latitude de 20º28’15” Sul e longitude de 55°47’13” Oeste. Distâncias:
- 139 km da capital estadual (Campo Grande)
- 1218 km da capital federal (Brasília).

### Geografia física

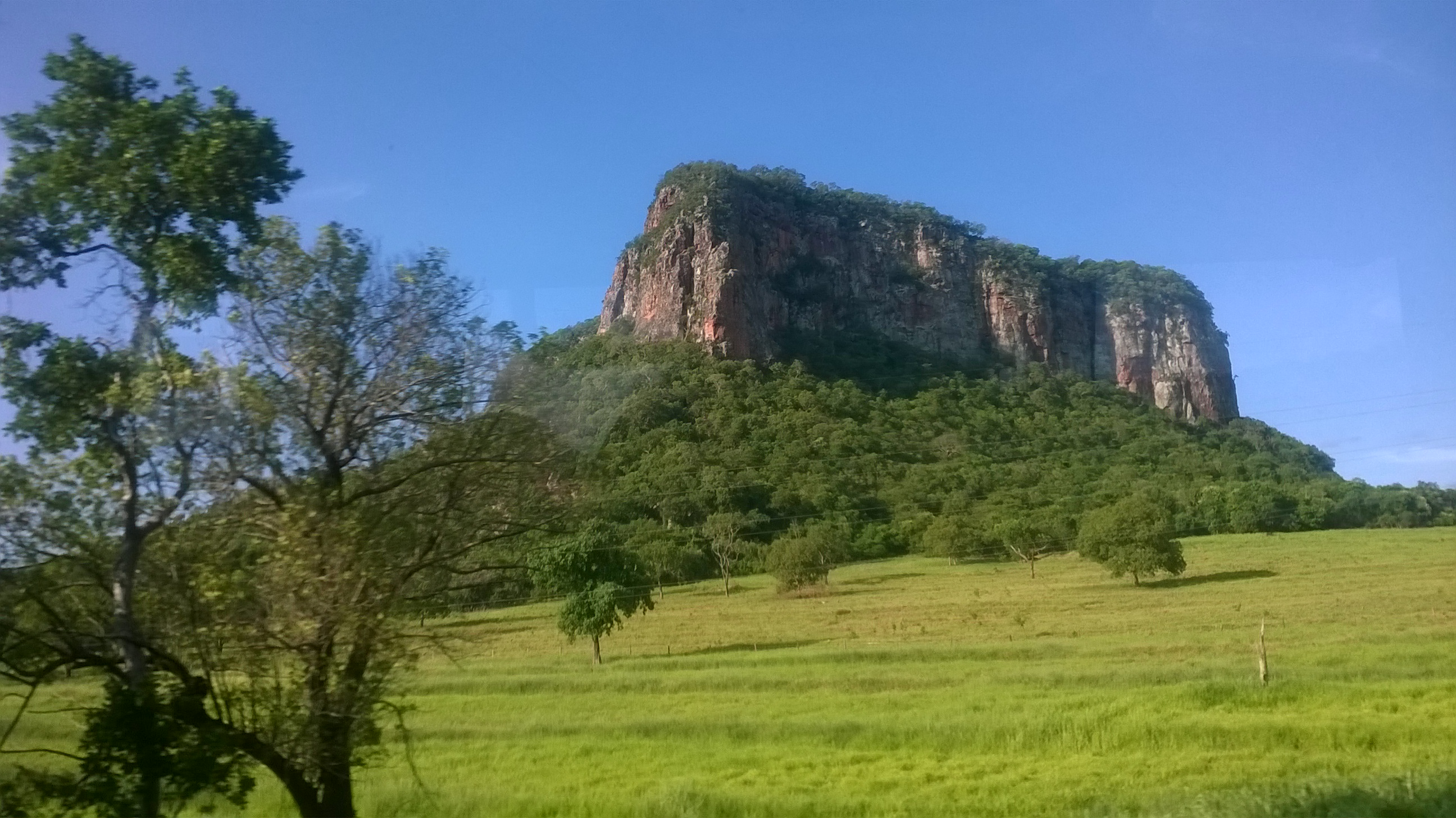
Morro do Chapéu, Serra de Maracaju

#### Relevo e altitude
Está a uma altitude de 149 m. Está situada numa região da Serra da Piraputanga e Maracaju. Seu território se divide em duas partes: a baixa (dois terços do município) e a alta (Serra de Maracaju/Piraputanga).

#### Clima, temperatura e pluviosidade
O clima tropical da região, com média anual de 27°C, caracteriza dois momentos opostos: o período entre outubro e abril é marcado pelas cheias e temperaturas altas. Já de meados de julho ao final de setembro, representam um período de seca, com ocorrência de geadas, e temperatura mais amena de, aproximadamente, 15 °C.
Normais climatológicos de Aquidauana:
| Mês                   | Jan   | Fev   | Mar   | Abr       | Mai  | Jun  | Jul      | Ago  | Set      | Out   | Nov   | Dez   | Ano    |
| --------------------- | ----- | ----- | ----- | --------- | ---- | ---- | -------- | ---- | -------- | ----- | ----- | ----- | ------ |
| Temperatura Média °C  | 25.8  | 26    | 25.7  | 23.7      | 20.6 | 20.1 | 19.1     | 24.8 | 23.5     | 24.7  | 25.5  | 26.1  | 23.6   |
| T. Mínima Absoluta °C | 15    | 12.4  | 8.2   | 7.4       | 3.4  | 0    | -1.2 (1) | 0.2  | 2.8      | 7     | 10.8  | 11    | -1.2   |
| T. Mínima Média °C    | 21.8  | 21.8  | 21.2  | 18.7      | 15.6 | 14.1 | 12.5     | 14.4 | 17.1     | 19    | 19.8  | 21.5  | 18.1   |
| T. Máxima Média °C    | 31.8  | 32.6  | 32.3  | 30.9      | 28.2 | 27.6 | 28       | 30.3 | 31.7     | 31.7  | 32.6  | 32.7  | 30.9   |
| T. Máxima Absoluta °C | 37.5  | 38.5  | 38.4  | 37.7      | 35   | 35.2 | 35.3     | 39.3 | 40.8 (2) | 39.8  | 39.4  | 39.2  | 40.8   |
| Prec. Média mm        | 293.5 | 144.3 | 129.2 | 105       | 99.1 | 56.2 | 42.8     | 40.6 | 97       | 133.9 | 167.8 | 228.3 | 1537.7 |
| Prec. Máxima 24h mm   | 89.8  | 82.6  | 80.8  | 133.3 (3) | 75.4 | 62   | 68.6     | 58.6 | 65.4     | 70.3  | 90.4  | 97.6  | 133.3  |
| Umidade Rel. do Ar %  | 82    | 81    | 80    | 82        | 79   | 76   | 73       | 64   | 67       | 72    | 75    | 81    | 76     |

1. Julho de 1921;
2. Setembro de 1926;
3. Abril de 1924.

#### Hidrografia

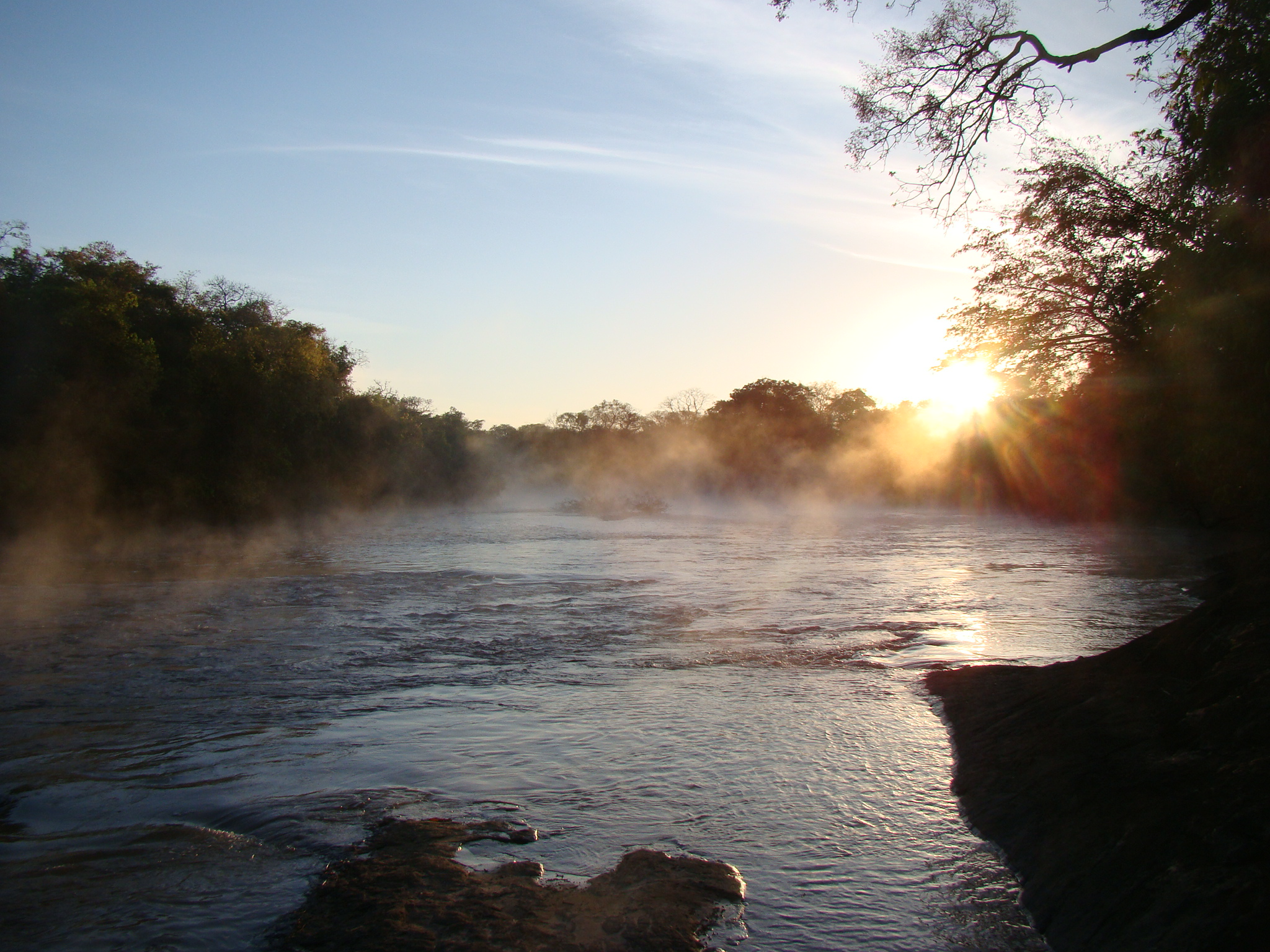
Rio Aquidauana

O rio Aquidauana, que empresta o nome ao município, tem suas cabeceiras sobre a serra de Maracaju cerca de 1.200 km de leito, juntando-se ao rio Miranda a cem quilômetros de sua foz no rio Paraguai. Sendo o único rio navegável da cidade, sua navegação atende somente fazendas com pequenas embarcações nas épocas das cheias, quando as estradas do Pantanal ficam intransitáveis. Com isso, cumpre um importante papel ao atender a demanda de fazendeiros da região que necessitam de escoamento e trânsito.
Outros rios importantes são o Taboco e Negro, circundados pelos paredões da serra de maracaju, nos distritos de camisão e piraputanga – onde se destacam corredeiras e cascatas.

#### Vegetação
Em Aquidauana se combinam vegetações de todo o Brasil (até mesmo da Caatinga e da Floresta Amazônica), e é um dos biomas com maior abundância de biodiversidade do Brasil, embora seja considerada pouco rica em número de espécies.

### Geografia política

#### Fuso horário
Está a -1 hora com relação a Brasília e -4 com relação a Greenwich.

#### Área
Ocupa uma superfície de 16 958,496 km². Sua área estende-se desde o Morrinho do Pimentel, na divisa com Corumbá e Rio Verde, no norte, até Anastácio, mais ao sul.
Pantanal

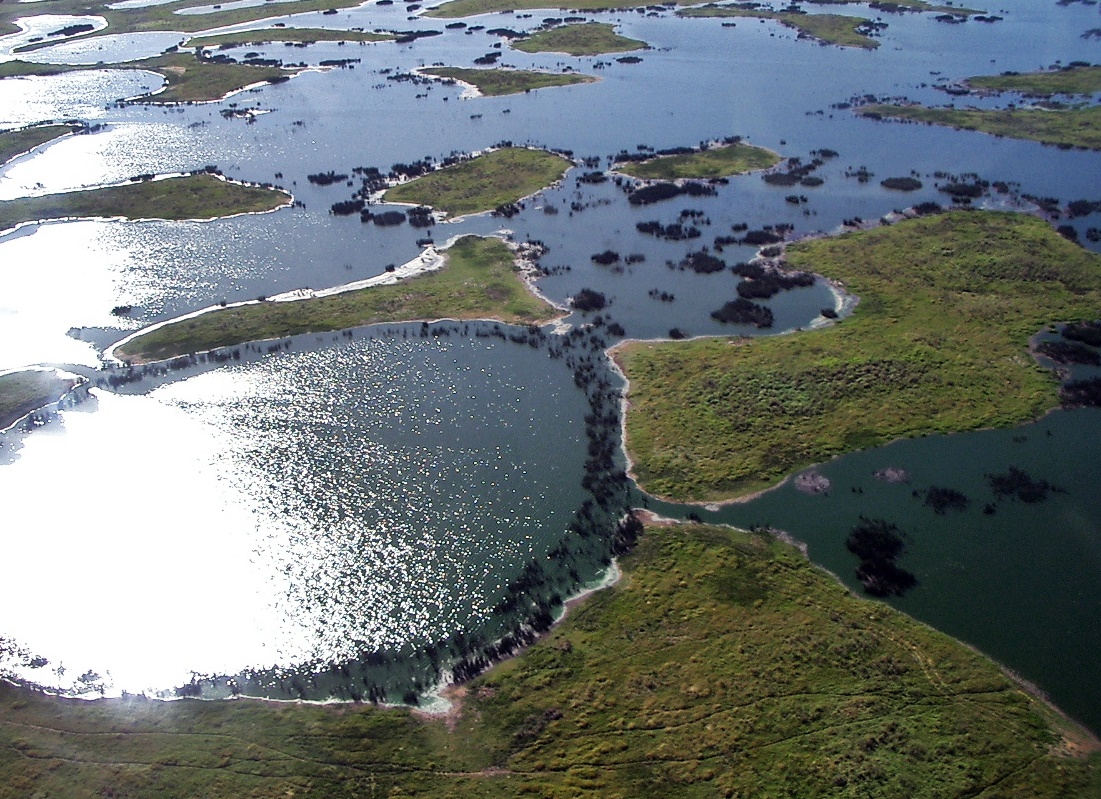
Pantanal, o maior ecossistema do estado.

A Unesco reconheceu o Pantanal como uma das mais exuberantes e diversificadas reservas naturais do Planeta integrando-o ao acervo dos patrimônios da humanidade. Localizado no interior da América do Sul, é a maior extensão úmida contínua do planeta, possuindo cerca de 250 mil km². Destaca-se pelas inúmeras espécies de animais e vegetações decorrentes do ambiente contraditório que alterna entre períodos úmidos e de estiagem. O Pantanal entretanto não é um só. Existem dez pantanais na região com características diferentes: Nabileque - 9,4 %; Miranda - 4,6%; Aquidauana - 4,9 %; Abobral - 1,6 %; Nhecolândia - 17,8 %; Paiaguás - 18,3 %; Paraguai - 5,3 %; Barão de Melgaço - 13,3 %; Poconé - 12,9 %; Cáceres - 11,9 %.
A beleza proporcionada pela paisagem pantaneira fascina pessoas de todo o mundo fazendo com que o turismo se desenvolva em vários municípios da região. O desenvolvimento de um pensamento ambientalista e social para o pantanal tem levado vários pesquisadores a discutirem o impacto da ocupação humana neste ecossistema. Dentre os principais problemas ambientais destacamos: a pesca predatória; a caça de jacarés; a poluição dos rios da bacia do Paraguai; os garimpos do Estado de Mato Grosso e a poluição das águas pelo mercúrio; a hidrovia Paraguai-Paraná. Tais questões tem sido alvo de uma extensa discussão e algumas ações ambientais por parte dos órgãos ambientais e da comunidade tem coibido tais agressões.

#### Subdivisões
A comunidade indígena está presente, distribuída pelas aldeias de Taunay, Limão Verde, Cachoeirinha, Ipegue e Bananal. Distante alguns quilômetros do rio Aquidauana podem ser encontradas algumas aldeias como Bananal, Imbirussu dos Índios Terenas e mais 4 distritos:
- Camisão: é o distrito mais próximo de Aquidauana, encontrando-se a 18 km da sede do município, junto à Estrada de Ferro NOB, às margens do rio Aquidauana.
- Cipolândia: Cipolândia limita-se ao norte com o município de Corguinho, a leste com Terenos, ao sul com o município de Dois Irmãos do Buriti e ao oeste e a sudoeste, a sede do município.
- Piraputanga: possui uma área de aproximadamente 3.000ha. Localiza-se a margem esquerda do rio Aquidauana, na Serra de Maracaju, aproximadamente a 26 km de Aquidauana
- Taunay: sua economia é baseada quase que exclusivamente na pecuária, contando com uma usina de calcário e diversas áreas de extração de calcário para construção.

#### Arredores
Aquidauana tem como vizinhos os municípios de Anastácio, Dois Irmãos do Buriti, Miranda (ao sul), Corguinho, Rio Negro, Terenos (á leste), Rio Verde de Mato Grosso (ao norte) e Corumbá (á oeste).

## Administração
Fundada no início do regime republicano, onde foi instituída a separação administrativa entre a política e a igreja, as ligações entre a igreja e a política ainda eram muito fortes nos povoados e vilas de Aquidauana. Ali as administrações políticas e religiosas pertenciam ao mesmo grupo. A construção da capela ficou a cargo da irmandade da padroeira da cidade (Nossa Senhora da Imaculada Conceição), que era constituída basicamente pelos fundadores e administradores do povoado.
Possui atualmente 33 716 eleitores (TRE/MS/2013).

## Economia
As atividades relacionadas à indústria, serviços e agropecuária são a base da economia de Aquidauana. A cidade tem grande importância para o Pantanal (disputa com Cáceres (Mato Grosso) a segunda colocação em importância na região, já que a primeira é Corumbá), pois serve de acesso terrestre e aéreo a região. Aquidauana tem potencial de consumo de 0.02069 em 2008 (595º no Brasil e 9º em MS).

## Urbanização
Aquidauana possui um traçado urbano plano com formato misto e vias de circulação em formato de tabuleiro de xadrez, com exceção da parte histórica, que tem formato não definido.
Moradias
O número de imóveis em Aquidauana totaliza 16.910 residências (sendo 16.858 particulares e 52 públicos), segundo dados do censo do IBGE de 2010, estando em 630ª posição no Brasil e 7ª posição em Mato Grosso do Sul.

### Infra-estrutura
Existe na cidade mais de 45 mil habitantes, que contam com razoável infra-estrutura urbana: água tratada, transporte rodoviário e urbano, bancos, hotéis, hotéis-fazendas, pousadas e motéis.

#### Ensino
Os cursos superiores, nas universidades da região, como UEMS, UFMS, IFMS, Uniderp, Unigran e cursos técnicos também apontam para uma cidade com mão-de-obra cada vez mais capacitada, além de contínuos investimentos em ensino, ciência e tecnologia.

#### Unidades de saúde
- Hospital Regional Estácio Muniz
- Hospital Funrural
- Hospital da Cassems
- Pronto Socorro Municipal

#### Transporte

##### Interurbano
Rodoviário
Atendida pelas rodovias BR-262 e BR-419, Aquidauana é atendida também por seu terminal rodoviário de passageiros, que faz a ligação da cidade com o resto do estado, da região e do resto do país. Registra um bom fluxo de passageiros para outras cidades, especialmente em datas comemorativas. Atendida principalmente pelas empresas Andorinha e Expresso Mato Grosso, interliga Aquidauana às seguintes cidades:
- Campo Grande
- Corumbá
- Miranda
- Bonito
- Dourados
- Ponta Porã

Ferroviário
Antigo Trem do Pantanal, este meio de transporte já atendeu Aquidauana conduzindo passageiros com a função de turismo ou de comércio de exportação, partindo de São Paulo a Bauru, de Bauru a Corumbá e de Corumbá à Bolívia, percorrendo 1.618 km em território brasileiro.
Depois de mais de 10 anos desativada, a linha de passageiros foi reativada em maio de 2009 pelo governo estadual e federal, mas apenas o trecho Campo Grande-Miranda. Faz parte das metas do governo estadual e federal reativar a linha para passageiros do trecho Miranda-Corumbá lentamente até 2011, o que era para ter acontecido já em 2010. A ALL administrou a ferrovia (adquirida da Novoeste em 2006) até 2005, transportando anualmente mais de 2 milhões de toneladas de mercadorias tais como: minério de ferro, minério de manganês, soja, cimento, derivados de petróleo, combustíveis, produtos siderúrgicos dentre outros. Este elemento articula os vetores sócio-econômicos, e através dela ocorre a integração de novos países ao bloco regional Mercosul.
Aéreo

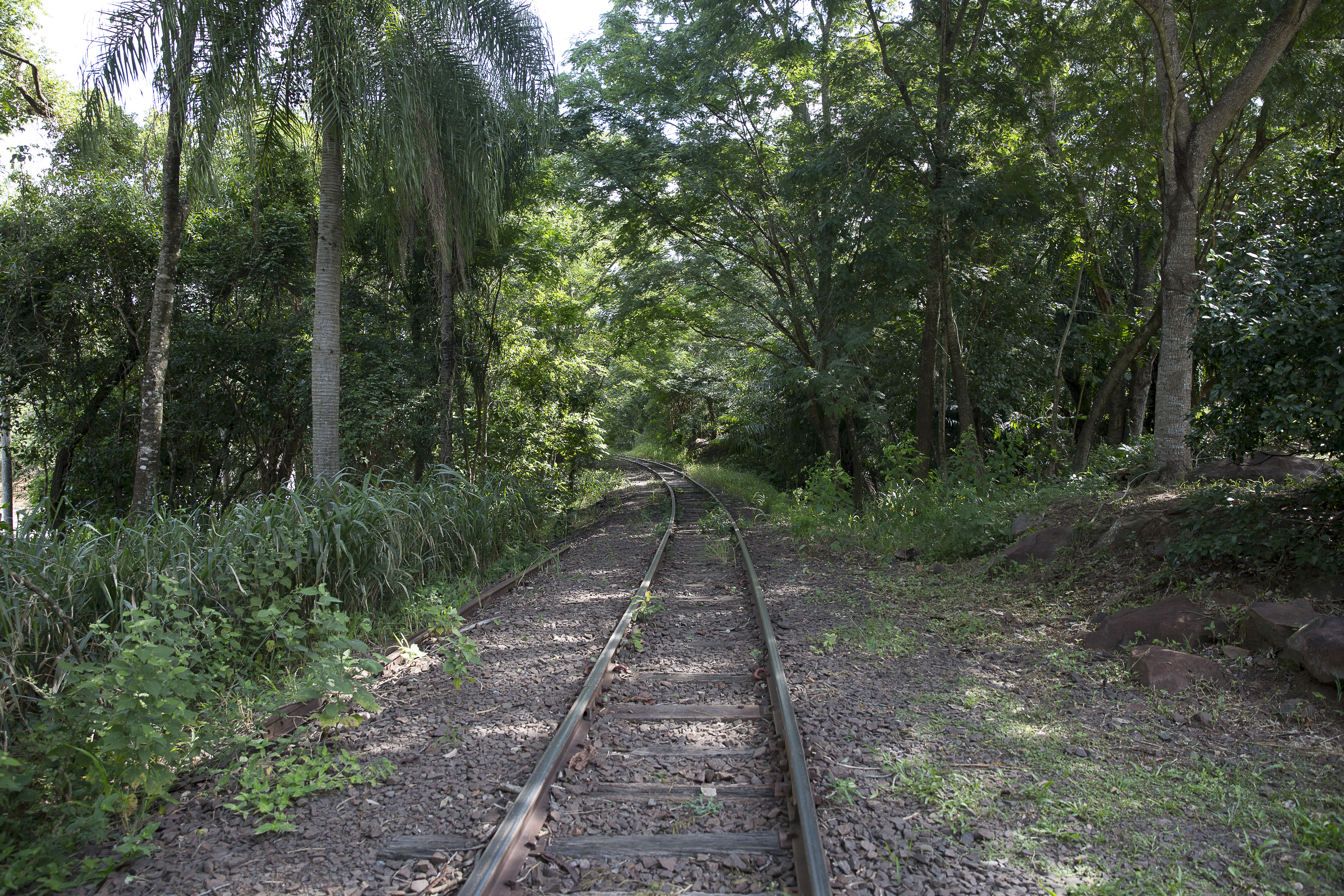
Trecho da RFFSA que termina em Corumbá

Apesar de Aquidauana possuir seu aeroporto, não há voos regulares por empresas de grande porte, visto que o mesmo está desativado. O aeroporto está situado próximo ao centro da cidade. Além do aeroporto, Aquidauana possui também um aeroclube.

##### Corredor bioceânico
Aquidauana dispõe de eixos viários que permitem inserir o espaço geográfico, podendo integrar uma rede de influên
cia com os países da América do Sul, chegando até o oceano Pacífico, por um lado, e até o oceano Atlântico, por outro.
1. Eixo para o Atlântico: sistema viário muito utilizado, permitindo o acesso a países da Europa, pois existe relação comercial de Mato Grosso do Sul com o bloco regional da União Europeia, favorecendo também a integração fluvial do Brasil pelo rio Paraguai até a Argentina e Uruguai. Apesar disso, produtos oriundos da região fronteiriça do Brasil atualmente exportados pelos portos do Atlântico estão com a sua competitividade ameaçada. Além dos longos percursos rodoviários, a má conservação das estradas está causando o encarecimento dos fretes. Além disso, as tarifas portuárias em Santos e em outros portos do litoral brasileiro são consideradas muito altas para padrões mundiais, além do congestionamento verificado ser outro entrave.
2. Eixo para o Pacífico: como o Brasil precisa incrementar cada vez mais o seu comércio exterior com os países da Ásia, necessita cada vez mais de saídas rodoviárias para o Oceano Pacífico por estradas pavimentadas e confiáveis, de molde a baratear os fretes globais. Os mercados do Pacífico, em especial os do Japão, China e os dos Tigres Asiáticos (Coreia do Sul, Taiwan e Singapura), vêm crescendo progressivamente, especialmente o da China. Por outro lado, a produção de grãos nas regiões Centro-Oeste e Norte vem crescendo ano após ano em proporções surpreendentes. O eixo de acesso ao oceano Pacífico se concretizou depois da implantação da ferrovia que liga o Brasil à Bolívia, na década de 1950 e favorece a integração do Brasil com dois países andinos (Bolívia e Chile), utilizando acesso terrestre do Brasil (Corumbá) ao porto de Arica, localizado na cidade de mesmo nome, no Chile. A integração é possível por via terrestre, pela Bolívia, utilizando sistema ferroviário ou rodoviário, e no Chile (a comunicação se dá por sistema rodoviário, com os quais pode se manter acordos que promovam a integração social, cultural, econômica e política.

##### Transporte urbano
- Moto-táxi: essa modalidade de transporte faz um estrondoso sucesso na cidade, sendo muito requisitado pela população, especialmente porque em Aquidauana não há opção de ônibus urbanos para atender a população.
- Táxi: trata-se de uma opção de transporte mais exclusiva disponível á população, pois possui um preço mais elevado. Igual ao moto-táxi, também é muito requisitado especialmente porque a cidade carece de opção de ônibus urbanos circulando.

#### Ordem pública
- Polícia Ambiental
- Polícia Civil
- Polícia Militar
- Corpo de Bombeiros Militar de Mato Grosso do Sul
- Polícia Federal
- Polícia Rodoviária Federal

#### Forças armadas
| Organização                                 | Sigla             |
| ------------------------------------------- | ----------------- |
| 7ª Delegacia do Serviço Militar (30ª C S M) | 7ª Del SM/30ª CSM |
| 9º Batalhão de Engenharia de Combate        | 9º BE Cmb         |

## Demografia
O município de Aquidauana possuía uma população de Predefinição:Ftmn habitantes em 2022, o que coloca a cidade em nono lugar no estado, contra os Predefinição:Fmtn:45614 habitantes e densidade de 2,69 hab/km² em 2010, segundo o IBGE. Segundo o mesmo censo de 2010, 22 851 pessoas eram homens e 22 763 dos habitantes eram mulheres. Ainda segundo o mesmo censo, 35 926 pessoas viviam na zona urbana e 9 688 na zona rural.
O Índice de Desenvolvimento Humano Municipal (IDH-M) é considerado alto pelo Programa das Nações Unidas para o Desenvolvimento (PNUD), sendo seu valor 0,688 em 2010, o 35º maior entre os 79 municípios de Mato Grosso do Sul e o 2 224º maior entre os 5 560 municípios do Brasil.
Outros dois indicadores destacados de Aquidauana é o índice Gini (0,56) e o Índice Firjan de Desenvolvimento Municipal-IFDM (0.6424).

## Religião

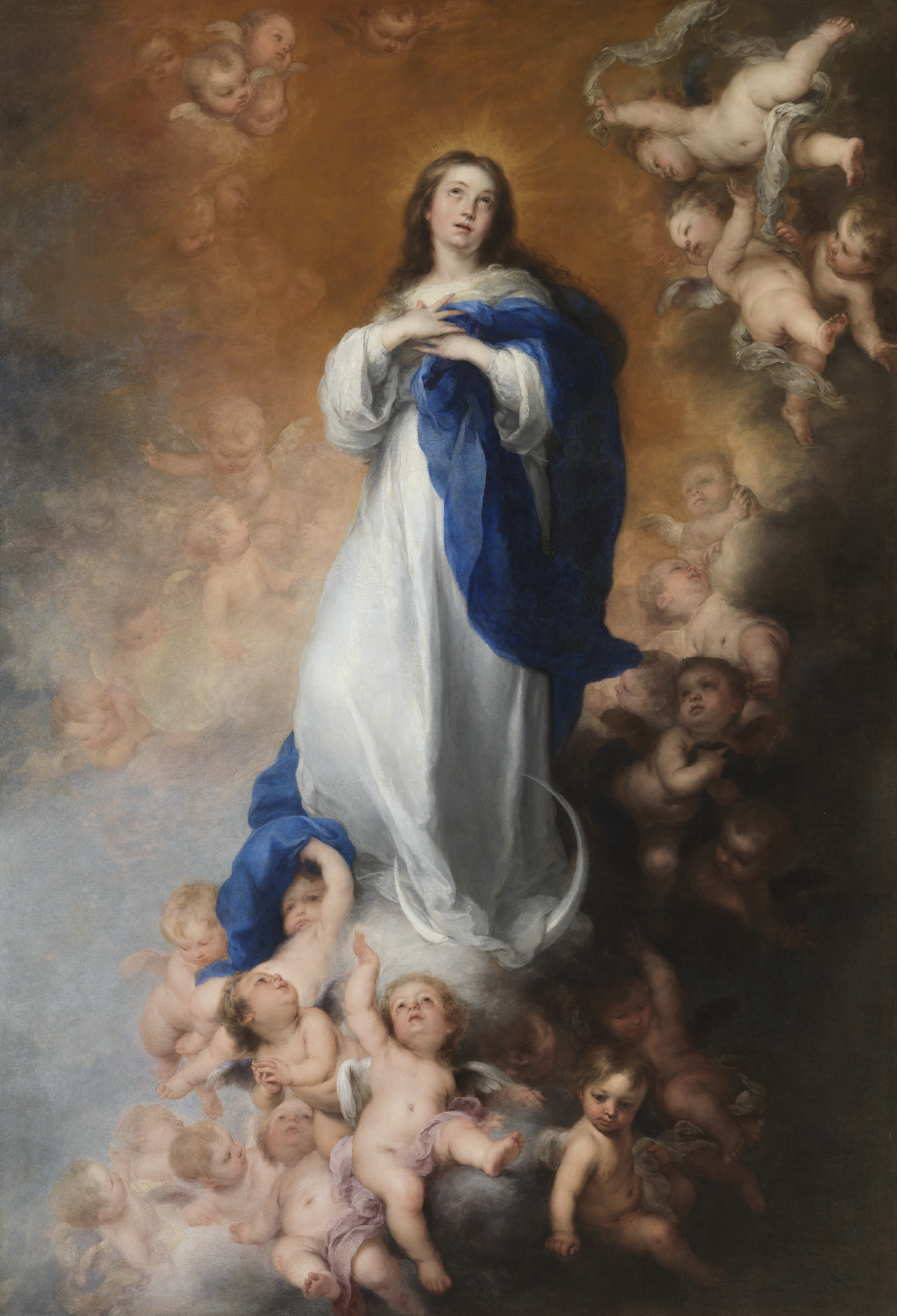
Exemplo de uma imagem de Imaculada Conceição, padroeira do município de Aquidauana

A cidade de Aquidauana manteve desde o seu nascimento forte união com a igreja. Prova disso e que, frequentemente, as administrações do povoado e da capela eram confundidas pelo fato de ambas serem obra do mesmo grupo. A construção da capela da padroeira era constituída basicamente pelos fundadores do povoado, que assumiram sua administração.
Conforme o Censo de 2010 do IBGE, a população aquidauanense é formada por grupos religiosos como cristãos com 83,99% da população, sendo divididos em católicos (45,91%), evangélicas de missão (4,33%), evangélicas de origem pentecostal (19,92%), restauracionista (0,50%) e outros cristãos (13,33%). Há ainda os reencarnacionistas (1,72%), afro-brasileiras (0,07%), orientais (0,18%), indeterminado (1,93%) e Não religiosos (12,12%).

### Cristãos
É de longe o maior grupo religioso presente nos aquidauanenses, totalizando 83,99% de sua população.

#### Católicos
Aquidauana localiza-se no Brasil, país mais católico do mundo em números absolutos. A Igreja Católica teve seu estatuto jurídico reconhecido pelo governo federal em outubro de 2009, ainda que o Brasil seja atualmente um estado oficialmente laico.
A Igreja Católica reconhece como padroeiros da cidade Nossa Senhora da Imaculada Conceição. O município pertence à Circunscrições eclesiásticas da Regional Oeste I (que atende Mato Grosso do Sul) e de acordo com a divisão resolvida pela Igreja Católica, o município de Aquidauana pertence à Província Eclesiástica de Campo Grande, mais precisamente à Diocese de Jardim e é sede de uma paróquia. Seu atual bispo, desde maio de 2009, é o bispo prelado brasileiro João Gilberto de Moura. O Grupo católico é formado por 45,91% da população, sendo a Católica Apostólica Romana com 45,82%, Católica Apostólica Brasileira 0,05% e Católica Ortodoxa com 0,04%.
Igreja Matriz

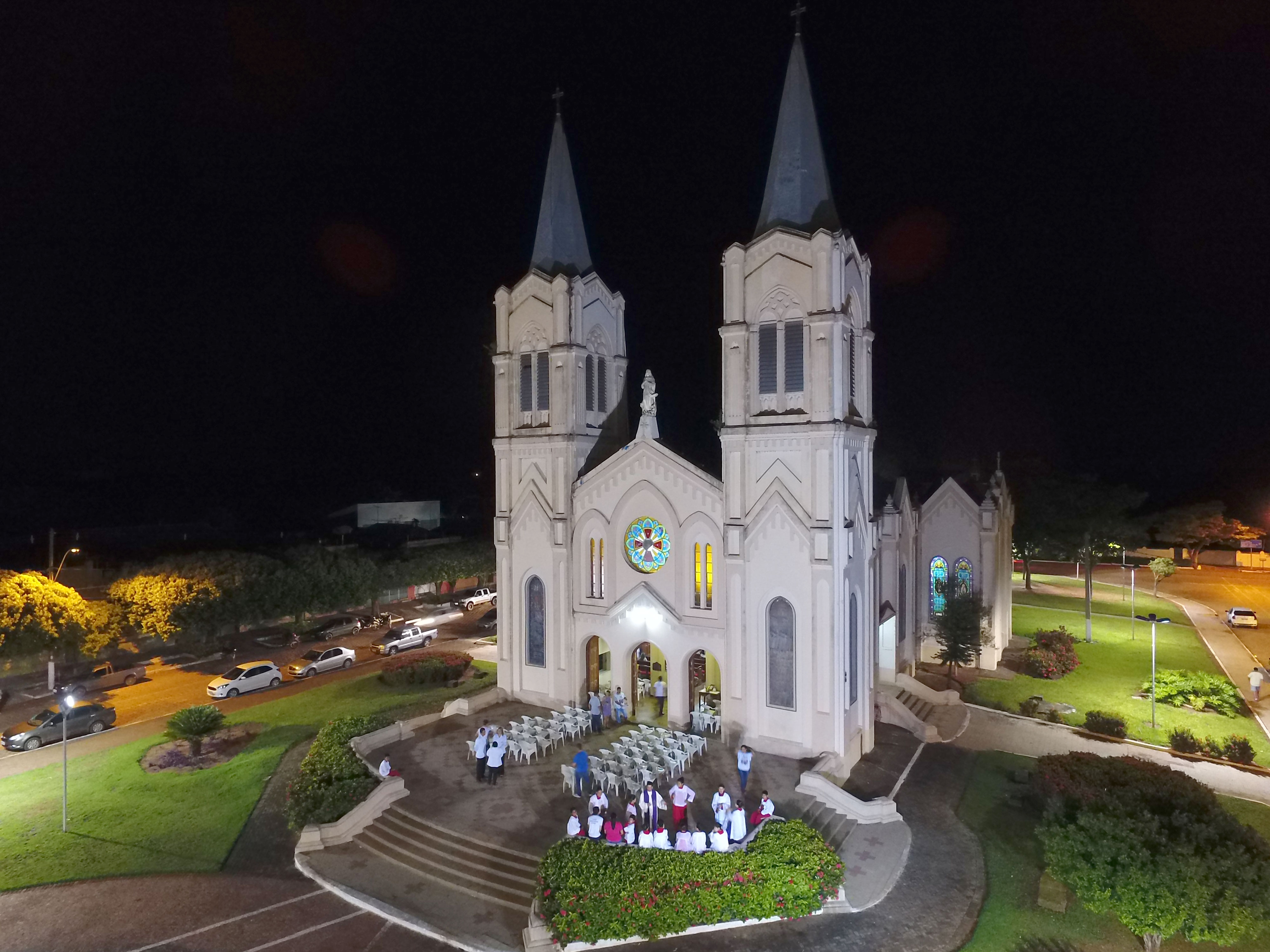
Igreja Matriz de Aquidauana

A Igreja Matriz Imaculada Conceição é uma igreja avistada já na entrada da cidade para quem está chegando. Construída em 1930 e inspirada no estigo gótico-medieval (apesar de alguns negarem, é cópia da igreja de Notre Dame de Paris), é um dos principais destaques do conjunto arquitetônico da cidade e a primeira construção de Aquidauana inspirada nos modelos medievais.

#### Protestantes
Embora seu desenvolvimento tenha sido sobre uma matriz social eminentemente católica, tanto devido à colonização quanto à imigração, é possível encontrar atualmente na cidade dezenas de denominações protestantes diferentes. De acordo com dados do censo de 2010 realizado pelo IBGE, a população local era composta 36,86% de protestantes.

##### Evangélicos de missão
Os evangélicos de missão totalizam 4,33% da população. Destes, 0,10% são luteranos, 1,26% são presbiterianos, 1,47% são batistas e 1,51% são adventistas.

##### Evangélicos neopentecostais
Os evangélicos neopentecostais totalizam 19,92% da população. Destes, 5,39% é da Igreja Assembleia de Deus, 0,86% da Congregação Cristã do Brasil, 0,39% da Igreja o Brasil para Cristo, 3,54% da Igreja Evangelho Quadrangular, 0,82% da Igreja Universal do Reino de Deus, 1,18% da Igreja Deus é Amor, 0,60% da Comunidade Evangélica e 7,14% de outras evangélicas de origem pentecostal.
Templos
Em Aquidauana existem diversos templos evangélicos pentecostais (Assembleia de Deus, IURD, Congregação Cristã do Brasil) e outras.

#### Restauracionista
Representado por 0,50% da população. Abrange a Igreja de Jesus Cristo dos Santos dos Últimos Dias ou Mormon (0,07%) e Testemunhas de Jeová (0,43%).

#### Outros cristãos
Em Aquidauana existem também cristãos de outras denominações, representado por 13,33% da população. Destes 12,61% são de outras igrejas evangélicas e 0,72% são de outras religiosidades cristãs.

### Outras denominações
O município é representada por variados outros credos, existindo também religiões de várias outras denominações tais como Testemunhas de Jeová, Maçônica, Messiânica, entre outras. São elas:

#### Reencarnacionistas
Possui 1,72% do total, sendo 1,70% espírita e 0,02% espiritualista.

#### Afro-brasileiras
Possui 0,07% do total, sendo todos da umbanda.

#### Orientais ou asiáticas
Com 0,18% da população, se divide entre o Judaísmo (0,06%), Budismo (0,02%), Igreja Messiânica Mundial (0,06%) e outras religiões orientais (0,04%).

### Indeterminados
Opções indeterminadas respondem por 1,93% da população, sendo os mal definidos respondendo por 1,82%, 0,06% dos que tem múltipla religiosidade e 0,05% dos que não sabem que religião são.

### Não religiosos
O Grupo das pessoas não religiosas respondem por 12,12% da população, sendo os sem religião convictos 11,79 e ateus 0,03%.

### TelenovelaPantanal
Aquidauana e suas belezas naturais serão cenário do remake da novela "Pantanal", de Benedito Ruy Barbosa, cuja estreia está prevista para o segundo semestre de 2021.